# Eleutherodactylus sciagraphus
Eleutherodactylus sciagraphus är en groddjursart som beskrevs av Schwartz 1973. Eleutherodactylus sciagraphus ingår i släktet Eleutherodactylus och familjen Eleutherodactylidae. Inga underarter finns listade i Catalogue of Life.
Detta groddjur är endast känt från en liten bergstrakt i sydvästra Haiti. Regionen ligger vid 1050 meter över havet. Exemplaren lever i fuktiga skogar och de gömmer sig ofta under stenar. Honor lägger ägg och grodynglen genomgår antagligen ingen metamorfos.
Beståndet hotas av skogsröjningar och av svedjebruk. Utbredningsområdet är maximal 64 km² stort. IUCN listar arten som akut hotad (CR).